# Alexander Dalrymple
Alexander Dalrymple (Edimburgo, 24 de julho de 1737 – Londres, 19 de junho de 1808) foi um geógrafo escocês e o primeiro hidrógrafo a serviço da Marinha britânica. Foi o maior proponente da existência de um continente ainda não descoberto localizado no sul do Oceano Pacífico, chamado de Terra Australis Incógnita. Produziu ainda milhares de cartas náuticas, mapeando muitos lugares nos mares pela primeira vez e contribuindo para uma navegação mais segura.
Dalrymple nasceu na Escócia, o sétimo dos 16 filhos de Sir James Dalrymple. Foi para Londres em 1752 e foi nomeado correspondente  da Companhia das Índias Orientais, com seu primeiro posto em Madras. Participou da negociação de um tratado com o sultão de Sulu e visitou Cantão. Na sua volta a Londres em 1765 foi eleito membro da Royal Society em 1771.
Enquanto traduzia alguns documentos espanhóis capturados nas Filipinas, descobriu o relato de Luís Vaz de Torres que relatava a descoberta de uma passagem ao sul da Nova Guiné, hoje em dia conhecido como estreito de Torres. Escreveu um livro chamado Coleção histórica sobre várias viagens e descobertas no sul do Oceano Pacífico de 1770, que levantou interesse pela sua defesa da existência de um continente desconhecido. Ele ficou desapontado quando o capitão James Cook, e não ele, foi escolhido para chefe da expedição que descobriu e cartografou a Austrália.